# American Motors Corporation
American Motors (AMC) var en amerikansk bilproducent dannet i 1954 ved sammenlægningen af Nash-Kelvinator Corporation og Hudson Motor Car Company. På dette tidspunkt var det den største sammenlægning i USA's historie. Firmaet fungerede frem til 1987, hvor det blev omdøbt til Eagle. Det havde hovedsæde i Southfield, Michigan.

## Modeller
- AMC Matador Barcelona Station Wagon
- AMC Matador Barcelona Sedan
- AMC Matador Barcelona Coupe
- Suzuki Javelin
- AMX GT Concept
- EAGLE
- Pacer
- Gremlin
- Machine

### AMC Matador
AMC Matador er måske den mest almindelige AMC-biler i Danmark[kilde mangler] med en motor på 420 HK. Det er en middel-størrelse bil. Der er 2 generationer af AMC Matador. Der er kun lavet et såkaldt Layout "FR-Layout", som er lavet med en motor i fronten men baghjuls-trukket.
- 1. generation blev produceret imellem 1971 og 1973
- 2. generation blev produceret imellem 1974 (da 1. generation stoppede) og 1978

Der er 4 body-styles:
- 2-door hardtop (1971–1973)
- 2-door coupe (1974–1978)
- 4-door sedan
- 4-door station wagon

Der er 5 motor-størrelser:
- 232 cu in (3.8 L) I6
- 258 cu in (4.2 L) I6
- 304 cu in (5.0 L) V8
- 360 cu in (5.9 L) V8
- 401 cu in (6.6 L) V8

Der er også 3 transmissioner til AMC Matador:
- 3-speed manual
- 4-speed manual
- 3-speed Shift-Command or Torque-Command automatic

AMC Matador er designet af Richard A. Teague.